# 타무라스

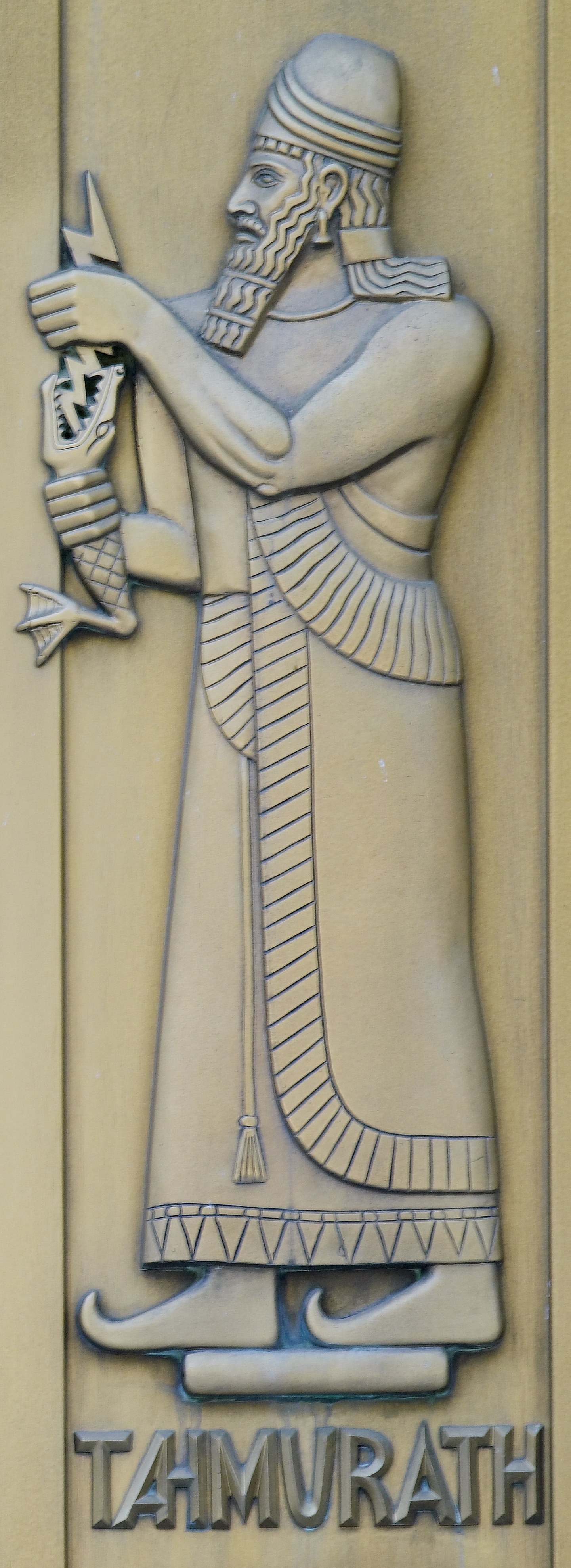
타무라트 (1939).

타무라스 또는 타무라트는 페르도우시의 샤나마에 따르면 세상의 세 번째 황제였다. 타무라스는 후샹의 아들이었는데 그의 시대에 세계는 아리만의 악마들에게 위협받고 있었다. 그의 재상 사이다습의 충고로 타무라스는 아리만을 굴복시키기 위해 마법을 사용하여 그들을 노예로 만들었고 그 등에 말처럼 올라탔다. 이에 악마들은 타무라스에게 반란하고 그들과 전쟁을 일으켰으나, 악마의  1/3을 철퇴로 부수고 디브스 종족은 타무라스의 노예가 되었다. 그의 아버지와 같이 타무라스는 인간의 상태를 개선하는 예술의 위대한 발명자였다. 그는 울을 자아내고 짜는 기술을 발명하였고 닭과 개를 키웠다. 타무라스는 30년간 다스리고 잠시드가 그의 후계자가 되었다.